# Stoßtrupp 1917
Der Film Stoßtrupp 1917 ist ein NS-Propagandafilm aus dem Jahr 1934 nach dem Roman Der Glaube an Deutschland von Hans Zöberlein.
Der Film zeigt den Alltag deutscher Soldaten des Ersten Weltkriegs an der Front und in den Gräben an der Westfront. Er war zu seiner Zeit ein großer Kassenerfolg mit Millionen Zuschauern. Die Originalrollen und das Filmmaterial galten lange als verschollen. Schließlich wurde der Film rekonstruiert. Mit Hilfe des Bundesfilmarchivs und privater Sammler wurde eine vollständige Bild- und Tonfassung zusammengestellt. Für eine deutsche DVD-Fassung der Polar Film wurde diese wiederum um eine halbe Stunde gekürzt. Dabei wurden völkische und nationalsozialistische Passagen entfernt, wie ein Vergleich mit einer in den USA vertriebenen 107-minütigen Fassung zeigt.
Der Film basiert auf dem Buch Der Glaube an Deutschland von Hans Zöberlein aus dem Jahr 1931. Zöberlein hatte seine Weltkriegserlebnisse in Romanform publiziert. Er beschrieb darin mit NS-Sprachgebrauch sehr wirklichkeitsnah und anschaulich seinen Kriegseinsatz. Es schilderte dabei auch die Umstände die zur Verleihung der Bayerischen Tapferkeitsmedaille führte. Das Buch avancierte mit über 800.000 verkauften Exemplaren schnell zum Bestseller.